# Меньгерт Лоньяї
Меньгерт Лоньяї (угор. Lónyay Menyhért; 6 січня 1822, Надьлоня, Саболч-Сатмар-Береґ, Угорщина — 3 листопада 1884, Будапешт, Угорщина) — угорський державний діяч.

## Біографія
З 1843 член палати, в якій належав до опозиції, але боровся проти заступницького тарифу Кошута.
У 1848 обіймав посаду товариша міністра фінансів. Коли в 1849 повстання було придушене, він втік, але в 1850 був помилуваний і повернувся в Угорщину, де сприяв врегулюванню річки Тиси, організував сільськогосподарські провінційні союзи, брав участь у будуванні кредитних установ, енергійно виступав на захист автономії протестантської церкви, якій загрожував патент 1859. В конституційному транслейтанському міністерстві Андраші від 17 лютого 1867 йому було доручено міністерство фінансів.
У 1870 він призначений імперським міністром фінансів, в листопаді 1871 — угорським міністром-президентом. Коли було виявлено, що він при державних позиках і закупівлях, а також при управлінні залізницями зловживав своїм впливом для власного збагачення — змушений був вийти у відставку (грудень 1872).

## Праці
З 1875 був членом верхньої палати. Написав кілька праць угорською мовою: про державну власність (Будапешт, 1869), про громадські справи Угорщини (Будапешт, 1846 і 1873—1875). Німецькою мовою перекладено його праці «Bankfrage» (Будапешт, 1876) і «Graf Stefan Scéchenyi» (Будапешт, 1875).